# Падине
Падине (локално и Падина) је насеље у општини Зубин Поток на Косову и Метохији. Атар насеља се налази на територији катастарске општине Вељи Брег. Историјски и географски припада Ибарском Колашину. Село је на присојним странама потока испод Љубен Лаза и Сигавца на јужним обронцима планине Рогозне. У средини данашњег насеља је Старо Село око којег је локално становништво наводно налазило новац из времена цара Душана. Село је подељено на два засеока. После ослобађања од турске власти место је у саставу Звечанског округа, у срезу митровичком, у општини рујишкој и 1912. године има 147 становника.

## Географија
Планински предео очуване природе. Букове и храстове шуме непроцењиве вредности красе овај предео. Животињски свет чине вукови, лисице, медведи, зечеви...

## Демографија
Насеље има српску етничку већину.
Број становника на пописима:
- попис становништва 1948. године: 179
- попис становништва 1953. године: 179
- попис становништва 1961. године: 176
- попис становништва 1971. године: 89
- попис становништва 1981. године: 48
- попис становништва 1991. године: 41